# Gli speciali di Retequattro
Gli speciali di Retequattro è stato un programma televisivo italiano, curato dal giornalista Carlo Gregoretti e andato in onda su Rete 4 dal 1982 al 1984.
La trasmissione consisteva talvolta in dibattiti, coordinati da Gregoretti, su vari argomenti di attualità, politica e società; altre volte la trasmissione conteneva documentari prodotti all'estero, sempre presentati da Gregoretti. Altre volte la trasmissione conteneva interviste fatte da Enzo Biagi a rilevanti personalità della politica e dello spettacolo: la prima intervista fatta da Biagi per Rete 4 fu trasmessa il 24 ottobre 1982 e fu fatta a Vittorio Emanuele, figlio dell'ultimo re d'Italia Umberto II.